# Huanggang
Huanggang (chiń. 黃冈; pinyin Huánggāng) – miasto o statusie prefektury miejskiej w środkowych Chinach, w prowincji Hubei, nad rzeką Jangcy. W 2010 roku liczba mieszkańców miasta wynosiła 124 058. Prefektura miejska w 1999 roku liczyła 7 300 593 mieszkańców.

## Podział administracyjny
Prefektura miejska Huanggang podzielona jest na 10 jednostek administracyjnych:
- Dzielnica:
  - Huangzhou (黄州区)
- Miasta:
  - Wuxue (武穴市)
  - Macheng (麻城市)
- Powiaty:
  - Hong’an (红安县)
  - Luotian (罗田县)
  - Yingshan (英山县)
  - Xishui (浠水县)
  - Qichun (蕲春县)
  - Huangmei (黄梅县)
  - Tuanfeng (团风县)

| Mapa |
| --- |
| Huangzhou Powiat · Tuanfeng Powiat · Hong’an Powiat · Xishui Powiat · Qichun Powiat · Huangmei Powiat · Luotian Powiat · Yingshan Wuxue · (miasto) Macheng · (miasto) |